# Naftali Frenkel
Naftali Aronowicz Frenkel (ros. Нафталий Аронович Френкель; ur. 1883, zm. 1960 w Moskwie) – sowiecki czekista, jeden z głównych architektów radzieckiego systemu obozów zagłady (Gułag), kierownik budowy Kanału Białomorsko-Bałtyckiego.

## Życiorys
Miejsce urodzenia jest przedmiotem sporów. Aleksandr Sołżenicyn w Archipelagu Gułag nazywa go „tureckim Żydem urodzonym w Konstantynopolu”, inni jego miejsca urodzenia doszukują się na Węgrzech, w Odessie, czy nawet Austrii i Palestynie. Więzienna karta rejestracji zawiera informację, że urodził się w Hajfie, będącej wtedy częścią Imperium osmańskiego.
W 1923 został aresztowany za „nielegalne przekraczanie granicy”, co równie dobrze mogło oznaczać, że prowadził nielegalny handel jak i że był zbyt obrotnym kupcem, aby tolerowało go państwo. Został skazany na 10 lat ciężkich robót na Sołowkach, które były zalążkiem przyszłego systemu obozowego. Szybko awansował z więźnia na członka kierownictwa obozu, prawdopodobnie dzięki swojemu talentowi organizatorskiemu. Wkrótce potem został zauważony przez najwyższe kręgi władzy sowieckiej. Jedna z wersji głosi, że do obozowej skrzynki zażaleń włożył list zawierający skargę na złą organizację obozu i propozycje zmian zwiększających jego wydajność, który to list trafił w ręce G. Jagody, późniejszego szefa OGPU i NKWD i spowodował natychmiastowe ściągnięcie Frenkla do Moskwy, być może nawet na rozmowę ze Stalinem. W latach 30. Frenkel miał ogromny wpływ na system obozów.
Był autorem zasady „Z więźnia musimy wycisnąć wszystko w ciągu pierwszych trzech miesięcy – potem nic nam po nim”. Według Sołżenicyna wynalazł tzw. system kotłów, który polegał na uzależnieniu racji żywnościowych od wypracowania określonej liczby procent normy. Doszedł też do wniosku, że nic poza wydajnością produkcji obozu nie ma znaczenia i w praktyce zniósł podział na więźniów kryminalnych i politycznych.